# Wołodymyr Siergiejew
Wołodymyr Siergiejew, ukr. Володимир Сергєєв (ur. 1 maja 1964) – ukraiński szachista, arcymistrz od 2007 roku.

## Kariera szachowa
Na arenie międzynarodowej pojawił się po rozpadzie Związku Radzieckiego, wkrótce zaczął odnosić pierwsze sukcesy. W 1993 zajął wysokie miejsca w otwartych turniejach w Dreźnie, Czeskich Budziejowicach i Pardubicach. W 1996 r. wypełnił w Cappelle-la-Grande pierwszą normę arcymistrzowską, zwyciężył w Bratysławie i Bardiowie oraz zajął II m. (za Giennadijem Timoszczenko) w Starym Smokovcu. W kolejnych latach sukcesy odniósł m.in. w:
- Nové Zámky (1999, międzynarodowe mistrzostwa Słowacji, I m.),
- Pradze (2000, I m.),
- Ołomuńcu (2001, I m.),
- Balatonlelle (2002, II m. za Borysem Czatałbaszewem),
- Budapeszcie (2003, turniej First Saturday FS12 IM, I m.),
- Mariańskich Łaźniach (2003, I m.),
- Libercu (2005, I m.),
- Taborze – dwukrotnie (2005, I m. oraz 2007, dz. I m. wspólnie z Olafem Heinzelem),
- Kijowie – dwukrotnie I m. w memoriałach Igora Płatonowa (2005, 2006) oraz II m. za Władimirem Bakłanem (2006),
- Legnicy (2007, I m.),
- Ostrawie (2007, dz. I m. wspólnie z m.in. Klaudiuszem Urbanem),
- Karwinie (2007, dz. I m. wspólnie z Jozefem Michenką),
- Koszalinie (2008, dz. II m. za Władimirem Małaniukiem, wspólnie z Wadimem Szyszkinem),
- Wrocławiu (2008, dz. I m. wspólnie z m.in. Władimirem Małaniukiem).

Uwaga: Lista sukcesów niekompletna (do uzupełnienia od 2009 roku).
Najwyższy ranking w dotychczasowej karierze osiągnął 1 września 2011 r., z wynikiem 2526 punktów zajmował wówczas 48. miejsce wśród ukraińskich szachistów.